# Labrinth
Тімоті Лі Маккензі (англ. Timothy Lee McKenzie; нар. 4 січня 1989, Гекні, Лондон, Велика Британія); більш відомий під сценічним псевдонімом Labrinth) — британський співак, автор пісень, композитор, репер і продюсер. На початку своєї музичної кар'єри уклав контракт із лейблом Саймона Ковелла Syco Music, ставши першим співаком за 6 років, котрий уклав контракт із цим лейблом без участі в талант-шоу. Його було визнано одним з «найбільш важливих британських музикантів його покоління».
Labrinth дебютував на UK Singles Chart у березні 2010, коли його колаборація з англійським репером Tinie Tempah, «Pass Out», посіла першу сходинку. Відтоді пісні Labrinth входили до чарту 18 разів (станом на 2020), 5 разів — до чарту Billboard Hot 100.
Labrinth випустив два сольних альбоми: Electronic Earth у березні 2021 та Imagination & the Misfit Kid у листопаді 2019. 2018 року став учасником супергрупи LSD, до складу якої увійшли також співачка й авторка пісень Sia та американський діджей Diplo. Гурт випустив однойменний дебютний альбом наступного року. Labrinth співпрацював із великою кількістю виконавців, авторів пісень та продюсерів, включно з Бейонсе, Каньє Вестом, Нікі Мінаж, Едом Шираном та Ноа Сайрус.
Він був композитором у драмі HBO Ейфорія, яка була двічі номінована на прайм-тайм премію «Еммі» й виграла в одній із номінацій, і в фільмі Король Лев, саундтрек до якого, Spirit, він написав спільно з Бейонсе й Ilya Salmanzadeh. Саундтрек було номіновано на Греммі, Золотий глобус, кінопремію «Вибір критиків», він також виграв NAACP Image Award.

## Життя й кар'єра

### Ранні роки життя
Маккензі народився й виріс у Гекні, Лондон; має ямайське та канадське походження. Він виріс у сім'ї музикантів і має восьмеро братів та сестер. Дім його родини часто був наповнений музикою ґоспел, яку полюбляли його батьки. У ранні роки життя він із вісьмома братами й сестрами сформував гурт, який отримав назву Mac 9. Він відвідував школу Stoke Newington School і почав займатися музичною кар'єрою ще в шкільні роки. Його брат, Мак, котрий також є музичним продюсером, познайомив його з мистецтвом створення музики в його студії.

### 2009—2010: початок кар'єри
Labrinth розпочав свою кар'єру продюсуванням треку «Dead End» виконавця Master Shortie з альбому A.D.H.D. (2009). Трек викликав інтерес до Маккензі як продюсера та автора пісень. Гай Мут з EMI Music Publishing запропонував виконавцю підписати контракт. З 2010 до 2011 року Labrinth був наставником Urban Development Vocal Collective (UDVC) разом зі своєю сестрою, ШезАр. Він також підготував декілька треків для колективу, які увійшли до проєкту, що складався з дев'яти треків під назвою Urban Development. Бек-вокалістами треків стали учасники колективу.
Маккензі взяв участь у записі дебютного синглу Tinie Tempah «Pass Out», котрий вийшов 28 лютого 2010 року. Він також був продюсером і співавтором треку. Сингл дебютував першою сходинкою UK Singles Chart, шостою сходинкою Irish Singles Chart і сьомою — в Австралії. Провівши два тижні на першому місці в Великій Британії, «Pass Out» була визнана «Найкращим британським синглом» 2011 року Brit Awards та «Найкращою сучасною піснею» 2011 року Ivor Novello Awards. Сингл отримав платинову сертифікацію від Британської асоціації виробників фонограм за продаж більш ніж 600 000 копій. Кількома місяцями пізніше артисти співпрацювали вдруге. Другий сингл Tinie Tempah, Frisky, також був написаний у співавторстві та спродюсований Маккензі. Сингл дебютував другим у Великій Британії, поступившись лише благодійному синглу Shout Діззі Рескала та Джеймса Кордена. Трек мав успіх у чарті Шотландії, де став другим підряд треком виконавців, що посів першу сходинку. В Ірландії трек досягнув третьої сходинки.
Протягом 2010 року Маккензі продовжував писати матеріали для численних артистів, включно з Professor Green, до треку якого, «Oh My God» (Alive Till I'm Dead), увійшли напрацювання Макензі. Матеріали Labrinth увійшли до треків Оли Швенсон «Let It Hit You»" (Ola) та Лоіка Есьєна «Love Drunk» (Identity).

### 2010—2012: співпраця із Syco таElectronic Earth
Після успіху в ролі продюсера та автора пісень, у червні 2010 Labrinth підписав контракт із лейблом Саймона Ковелла. Підписання контракту з Маккензі стало знаковим для лейблу, позаяк він став першим виконавцем за 6 років, котрий підписав контракт, не беручи участі в талант-шоу. Співпрацюючи із Syco, Labrinth випустив дебютний сингл, Let the Sun Shine, 27 вересня 2010 у Великій Британії. Трек дебютував третім у Великій Британії та тридцять другим в Ірландії. Співпрацював із репером Devlin, котрий 3 січня 2011 р. випустив сингл «Let It Go», який досягнув 57-ї сходинки у Великій Британії. Labrinth також брав участь у ремейку Charles Wright & the Watts 103rd Street Rhythm Band «Express Yourself».
Наступного року Labrinth продюсував треки Yasmin and Ms. Dynamite, а також виступив як запрошений виконавець на Children in Need 2011 з благодійним синглом Teardrop. Трек, з яким він виступив на Children in Need 2011 та Children in Need Rocks Manchester 17 листопада 2011, посів 27-му сходинку UK Singles Chart.
Labrinth випустив його другий трек «Eartquake» 23 жовтня 2011 — і знову ж у співпраці з Tinie Tempah. Сингл дебютував другою сходинкою чарту Великої Британії, за перший тиждень було продано 115 530 копій, що зробило його другим найбільш продаваним треком після каверу на пісню Дам'єна Райса Cannonball гурту-переможця Х-фактора Little Mix. «Eartquake» дістав міжнародний успіх, посівши 12-ту сходинку в Ірландії, п'яту в Новій Зеландії та 21шу в Австралії; отримав золоту сертифікацію від Австралійської асоціації компаній звукозапису та платинову — від Новозеландської асоціації компанії звукозапису. Слідом за третім синглом, Last Time, який вийшов 18 березня 2012, 2 квітня 2012 Labrinth випустив дебютний альбом, Electronic Earth.
23 травня 2012 Labrinth виступив на іподромі Челтенгем із нагоди прибуття олімпійського факела до Чентелгему. Він також виступив на кількох університетських шоу включно з University of Leeds’ Summer Ball, Nottingham Trent University Graduation Ball, and University of Surrey's End of Year Show. 29 червня цього ж року Labrinth виступив перед 90-тисячним натовпом на VG-lista top 20 у Норвегії. Він також виступив на GFest у Престоні 8 вересня 2012 року. Пісня «Beneath Your Beautiful», випущена в співпраці з Емілі Санде, стала шостим синглом альбому й очолила чарт Великої Британії. Це перша пісня Labrinth, яка потрапила до Billboard Hot 100, де посіла 34 сходинку.
У липні 2012 повідомили, що Labrinth співпрацюватиме з Ріанною. Він став співавтором і співпродюсером її пісні «Lost In Paradise», яка увійшла до альбому співачки «Unapologetic». Labrinth також співпрацював з Едом Шираном, продюсуючи його сингл, «Watchtower», участь у запису якого взяв також репер Devlin. Реліз треку відбувся в серпні 2012 р. Labrinth також співпрацював з Едом Шираном у 2014 році, спродюсувавши його сингл «Save Myself», який увійшов до альбому Ширана «÷» 2017 року.
25 грудня 2012 мініальбом Labrinth Atomic EP став доступним для завантаження на стрімінговій платформі SoundCloud. У мініальбомі представлені також Plan B, Devlin, Ед Ширан, Maxta, Lady Leshurr, Etta Bond та інші.

### 2013—2019: колаборації таLSD
Labrinth починає працювати над другим студійним альбомом 2013 року. Цього ж року він взяв участь у запису двох треків до другого студійного альбому Tinie Tempah Demonstration: третього синглу Lover Not a Fighter та треку «It's OK».
У липні 2013 Маккензі було визнано Артистом місяця Елвіса Дюрана (англ. Elvis Duran's Artist of the Month) та запрошено на шоу Today телеканалу NBC, де він виконав пісню «Beneath Your Beautiful».
У жовтні 2014 Labrinth випустив сингл «Jealous», який був написаний під час мандрівки до Нашвіллю. Пісня досягнула 7-ї сходинки UK Official Singles Chart у грудні 2014. Сингл отримав схвалення багатьох артистів, включно зі співачкою Адель, яка слухала пісню для того, щоб заплакати, під час знімань кліпу до її пісні Hello, та Джессі Вер, котра виконала пісню в етері BBC Radio 1 Live.
Labrinth став співпродюсером треку «Losers», котрий увійшов до альбому The Weeknd Beauty Behind the Madness. За внесок у альбом його було вперше номіновано на Греммі в категорії «Альбом року» (англ. Album of the Year). Згодом Маккензі став співпродюсером «Stargirl Interlude», яка увійшла до альбому The Weeknd Starboy, що вийшов 2016 року. Заспівав у дуеті на запису треку «Fragile» — провідного промосинглу дебютного альбому Cloud Nine норвезького діджея й продюсера Kygo.
2016 року Labrinth працював над альбомом Майка Познера At Night, Alone, який став успішним. Labrinth є співавтором шостого синглу, Silence. Реліз альбому офіційно відбувся 6 травня 2016. Silence була написана спільно Познером та Labrinth, продюсерами стали Познер і Terefe. Маккензі також продюсував дебютний сингл «Make Me (Cry)» Ноа Сайрус, який вийшов 14 листопада 2016. Він також узяв участь у зніманні кліпу на цю пісню та виступах на The Tonight Show та The Late Late Show. Зрештою, сингл досягнув 22-ї сходинки Billboard Hot 100 у лютому 2017. Протягом наступних двох років Сайрус та Labrinth продовжували співпрацювати, Labrinth взяв участь у написанні та виробництві синглів I'm Stuck (травень 2017), Again (вересень 2017), Live Or Die (серпень 2018).
У грудні 2016 Labrinth виступив із попурі, що складалось із пісень Frozen та Like A Prayer на щорічному заході Billboard Women in Music, де Мадонна, яка особисто відібрала його для виступу, була визнана Жінкою року (англ. Woman of the Year).
У травні 2017, Labrinth взяв участь у створенні синглу співачки Sia «To Be Human», який став саундтреком до фільму «Диво-жінка». У вересні 2017 корпорація Apple використала пісню Labrinth у презентації Apple Watch Series 3.
18 травня 2018 повідомили, що Labrinth увійшов до складу групи LSD, куди, окрім нього, увійшли також Sia та музичний продюсер Diplo. Вперше музиканти працювали разом над одним проєктом. За словами Diplo, гурт утворився, коли його запросили до студії, щоб співпрацювати із Labrinth та Sia. Цього ж дня їхній перший сингл, «Genius», вийшов на Columbia Records у США та на Syco Music у Великій Британії разом із психоделічною візуальною анімацією та анонсом майбутнього альбому. LSD випустили їхній другий сингл, «Audio», наступного тижня та їхній третій сингл «Thunderclouds» у серпні, пізніше й музичний кліп на «Thunderclouds» у співпраці з танцівницею та співавторкою попередніх пісень Sia Медді Зіглер. Останній був використаний як промоційний трек для Samsung Galaxy Note 9, що допомогло йому досягнути першої сходинки Billboard & Clio's Top TV Commercials chart за серпень і вересень 2018. Нині це найуспішніший сингл групи, він сягнув 67-ї сходинки Billboard Hot 100 та 17-ї UK Singles Chart. У листопаді 2018 трійку було номіновано на Греммі в категорії «Best Remixed Recording» за їхню пісню «Audio (CID Remix Official Dance Remix)». У грудні 2018 Labrinth став співпродюсером треку Нікі Мінаж «Majesty» за участю Емінема, який сягнув 58-ї сходинки Billboard Hot 100.
У січні 2019 Labrinth знявся у рекламі Mini Countryman, де він також виконав свою версію пісні «Don't Fence Me In». Повна версія пісні вийшла з початком рекламної кампанії. Після випуску синглу «Mountains», LSD випустили музичний альбом під назвою «Labrinth, Sia & Diplo Present… LSD» 12 липня. Цього ж місяця гурт випустив кліп на пісню «No New Friends» за участю Медді Зіглер та вперше виступили з їхньою піснею наживо на шоу Елен Дедженерес.

### 2019-нині:ЕйфоріятаImagination & the Misfit Kid
Після виходу його синглу «Miracle» у червні 2019, Labrinth був оголошений провідним композитором першого сезону драматичного серіалу HBO Ейфорія. Натхненний музикою, якою з ним поділився менеджер Labrinth Адам Лебер, творець серіалу Сем Левінсон запропонував Labrinth створити музику для серіалу, поки він працює над другим сольним альбомом. Кілька пісень Labrinth прозвучали в серіалі, включно з «Mounth Everest» та «All For Us», у яких заспівала головна акторка серіалу Зендея. Пісні, що увійшли до серіалу, вийшли 4 жовтня 2019 на лейблах Milan Records та Sony Masterworks. Охарактеризовані як «суміш електроніки, R&B, танцювальної та хіп-хоп музики», пісні Labrinth були сприйняті позитивно, він отримав схвалення за «ідеальне доповнення подорожі головної героїні». Наступного року Labrinth отримав дві номінації на Primetime Emmy Award за його внесок у створення «Ейфорії»: Outstanding Music Composition (укр. Видатна музична композиція) за епізод «03 Bonnie and Clyde» та Outstanding Original Music And Lyrics (укр. Видатна музична композиція та текст пісні) за пісню «All For Us», останню з яких він виграв, а також премію Ivor Novello у категорії «Best Television Soundtrack».
Labrinth став співатором та продюсером синглу Beyonce «Spirit», що вийшов у липні 2019 та став саундтреком до ремейку The Lion King, а також альбому «The Lion King: The Gift», до якого ввійшли інші саундтреки. Сингл потрапив до чарту Billboard Hot 100, був номінований на Греммі та Золотий Глобус, а також увійшов до шорт-листа Best Original Song Academy Award. Цього ж року Labrinth співпрацював із Каньє Вестом, став співпродюсером його треку «God Is», який увійшов до альбому Jesus Is King, що вийшов у жовтні 2019.
31 жовтня 2019 Labrinth анонсував його другий студійний альбом під назвою «Imagination & the Misfit Kid», а також реліз синглу «Where the Wild Things». Альбом, до складу якого увійшло 15 пісень та участь у якому взяли також Зендея та Sia як запрошені артисти, вийшов 22 листопада. Сингл «Imagination» використали в рекламі Apple «Made in the UK» у липні 2020. У рамках серії Apple «Behind the Mac» у рекламі представлені британські відомі особистості, котрі працюють на ноутбуках MacBook, включно із, власне, Labrinth.
9 жовтня 2020 Labrinth випустив сингл «No Ordinary», який використали в трейлері Xbox Series X/S. Labrinth також написав та спродюсував два сингли Сема Сміта, включно з «Love Goes», що увійшов до однойменного альбому, а також різдвяну пісню «The Lighthouse Keeper».

## Дискографія
- Electronic Earth (2012)
- Euphoria (Original Score from the HBO Series) (2019)
- Imagination & the Misfit Kid (2019)

## Нагороди
| Рік  | Премія                                      | Категорія                                           | Номінована робота                                | Результат | Прим.  |
| ---- | ------------------------------------------- | --------------------------------------------------- | ------------------------------------------------ | --------- | ------ |
| 2010 | Urban Music Awards                          | Найкраща колаборація                                | «Pass Out» (за участю Tinie Tempah)              | Перемога  |        |
| 2011 | Brit Awards                                 | Пісня року                                          | «Pass Out» (за участю Tinie Tempah)              | Перемога  |        |
| 2012 | MOBO Awards                                 | Найкращий виконавець-чоловік                        |                                                  | Номінація |        |
| 2012 | MOBO Awards                                 | Найкращий R&B/Соул виступ                           | Номінація                                        |           |        |
| 2012 | MOBO Awards                                 | Найкращий альбом                                    | «Electronic Earth»                               | Номінація |        |
| 2012 | MOBO Awards                                 | Найкраща пісня                                      | «Earthquake» (за участю Tinie Tempah)            | Перемога  |        |
| 2012 | BBC Radio 1 Teen Awards                     | Найкращий британський сингл                         | «Earthquake» (за участю Tinie Tempah)            | Номінація | [ 83 ] |
| 2012 | BBC Radio 1 Teen Awards                     | Найкращий британський альбом                        | «Electronic Earth»                               | Номінація | [ 83 ] |
| 2012 | BBC Radio 1 Teen Awards                     | Найкращий британський музичний виступ               |                                                  | Номінація | [ 83 ] |
| 2013 | Brit Awards                                 | Пісня року                                          | «Beneath Your Beautiful» (за участю Емілі Санде) | Номінація |        |
| 2016 | Греммі                                      | Альбом року                                         | «Beauty Behind the Madness» (як продюсер)        | Номінація |        |
| 2017 | Radio Disney Music Award                    | Найкраща пісня про розлучення                       | «Make Me (Cry)» (з Ноа Сайрус)                   | Номінація |        |
| 2019 | Греммі                                      | Найкращий реміксований запис, некласичний           | «Audio (CID Remix Official Dance Remix)»         | Номінація | [ 56 ] |
| 2019 | Золотий Глобус                              | Найкраща оригінальна пісня                          | «Spirit»                                         | Номінація |        |
| 2019 | Capri Hollywood International Film Festival | Найкраща оригінальна пісня                          | Перемога                                         |           |        |
| 2019 | Hollywood Music in Media Awards             | Найкраща оригінальна пісня в повнометражному фільмі | Номінація                                        |           |        |
| 2019 | Satellite Awards                            | Найкраща оригінальна пісня                          | Номінація                                        |           |        |
| 2019 | Critics' Choice Movie Awards                | Найкраща пісня                                      | Номінація                                        |           |        |
| 2019 | Hawaii Film Critics Society                 | Найкраща пісня                                      | Номінація                                        |           |        |
| 2020 | Греммі                                      | Найкраща пісня, написана для фільму/серіалу         | Номінація                                        |           |        |
| 2020 | Clio Awards                                 | Найкраща кампанія альбому                           | LSD: The Experience, The Game, The Album         | Срібло    |        |
| 2020 | Clio Awards                                 | Ігри/Конкурси                                       | LSD: The Game                                    | Срібло    |        |
| 2020 | Ivor Novello Awards                         | Найкращий телевізійний саундтрек                    | Ейфорія                                          | Перемога  |        |
| 2020 | Primetime Emmy Awards                       | Видатна музика для серіалу                          | «03 Bonnie and Clyde»                            | Номінація | [ 67 ] |
| 2020 | Primetime Emmy Awards                       | Видатна оригінальна музика та текст                 | «All for Us»                                     | Перемога  | [ 68 ] |